# بني ورياغل (طايفة)
بني ورياغل هي إحدى مشيخات المملكة المغربية، تتبع جغرافيا لإقليم تازة وإداريًا لطايفة. يقدر عدد سكانها بـ 1974 نسمة حسب الإحصاء الرسمي للسكان والسكنى لسنة 2004.